# 227
227 (CCXXVII) je bilo navadno leto, ki se je po julijanskem koledarju začelo na ponedeljek.

## Dogodki
- 1. januar

## Rojstva
- Herenij Etrusk, rimski socesar († 251)